# Футволей
Футволей - це різновид піщаного спорту, в який грають на кортах, встановлених на березі. Цей вид спорту виник на пляжах Ріо-де-Жанейро приблизно в 1960 році та з часом поширився в Бразилії, а також у Європі, Азії та Сполучених Штатах.
Це вид спорту з м’ячем на волейбольному майданчику (дуже схожому на пляжний волейбол) шириною 9 м і довжиною 18 м, розділеному навпіл сіткою заввишки 2,20 м.
Грається в парних (2x2), тріо (3x3) або квартетах (4x4) для чоловіків, жінок або змішаних систем. Ви повинні торкатися м'яча будь-якою частиною тіла, крім рук, передпліч і кистей, як у футболі.
Кожна пара може торкатися м’яча до 3 разів, і гравець не може торкатися м’яча двічі поспіль, як у волейболі чи пляжному волейболі.
Гра ведеться, як і у волейболі, у суперечці за сет (18 очок без переваги), у якій очки нараховуються, коли м’яч падає на майданчик суперника, відхиляється ним за межі майданчика або влучає в будь-якого іншого гравця і влучає в поверх.
Футволей офіційно практикується в багатьох країнах, і для цього спорту створені спеціальні організації. У таких країнах, як Бразилія, Аргентина, Уругвай, Таїланд, Англія, Франція, Німеччина, Італія, Греція, Нідерланди, Іспанія та Австрія, діють національні асоціації, які сприяють його розвитку та організовують змагання. На міжнародному рівні функціонують два основні регулюючі органи: Міжнародна федерація футбольного волейболу (International Footvolley Federation, FIVF) та Європейська федерація футбольного волейболу (European Footvolley Federation, EFVF). Ці організації встановлюють стандарти, координують міжнародні турніри та сприяють популяризації футволею у світі.

## Технічні основи

#### Сервіс
Подача — це дія, яка починає хід. Це виконується ногою, і м’яч повинен бути поміщений на пісок за основною лінією та повинен пройти через сітку, у бік поля суперника. Існує кілька технік виконання подачі, причому область стопи, яка б'є по м'ячу, може бути різною (кінчик стопи, внутрішня і зовнішня область стопи і щиколотка) і траєкторія, призначена для виконання подачі (з або без ефекту). Найважчим для прийому вважається подача, при якій м'яч не обертається навколо своєї осі, і для її виконання необхідно бити м'яч сухим ударом. Вибір типу подачі, який буде виконано, залежить від кількох факторів, таких як обставини вітру та вибір опонента, який його прийме (зазвичай обирається гравець із найбільшою складністю прийому або з найменшими атакуючими можливостями).
Для виконання подачі бажано покласти м'яч на невелику купку піску так, щоб нога при контакті з м'ячем тільки вдарилася по ньому.

#### Стійка реєстрації
Прийом складається з прийому м'яча, розміщення його в оптимальних умовах, щоб партнер міг зробити другий дотик у позиції для атаки з максимальною ефективністю. Цей другий дотик може бути атакою, яка негайно відправляє м’яч у поле суперника, або передачею для кращого оформлення гри.
Прийом можна проводити стопами, стегном, гомілкою, головою, плечима. Проте найефективніший прийом виконується грудьми, оскільки поверхня контакту з м’ячем більша, і завдяки хорошій техніці м’яч можна направити найбільш зручним способом.
Загалом, м’яч має бути прийнятий і спрямований у бік сітки на такій висоті, щоб партнер по команді міг виконати другий дотик із максимальною точністю.

#### Пас
Пас — другий дотик команди, яка приймає м'яч, надісланий з поля суперника. Він складається з розміщення м’яча партнера (який виконував ловлю) у позицію для атаки з максимальною ефективністю. Щоб полегшити передачу, секретар повинен надіслати м’яч близько до сітки, таким чином дозволяючи пасуючій, що рухається до центру сітки, виконати ефективну передачу, зробивши атаку «агресивною». Передачу можна виконувати стопами, стегнами, головою, плечима, ефективніше грудьми. Ця основа вимагає гарного позиціонування на полі, оскільки чим ближче гравець до сітки, тим легше він зможе передавати м’яч у ідеальних умовах для атаки.

#### Атака
Атака полягає в розміщенні м'яча в полі суперника таким чином, що суперник не може його повернути. Для цього необхідно з максимальним ступенем складності відправити м'яч на прийом супернику. Атаки можуть бути:
- Шорти (amortie), коли нападаючий ставить м’яч близько до сітки;
- Довги, коли м'яч знаходиться в нижній частині поля;
- По діагоналі м'яч перетинає поле суперника;
- Паралелі, де м'яч розташовується паралельно бічним лініям;
- Сила, коли нападаючий сильно б’є по м’ячу, змушуючи його набирати швидкість;
- Атаку можна виконувати стопами, стегнами, гомілками, плечима, грудьми, але голова є найбільш використовуваною і найефективнішою точкою в більшості ситуацій.

Тип атаки залежатиме від захисної позиції суперника, спортсмена, обраного для здійснення захисту (зазвичай атакують спортсмена з найгіршою атакою або найгіршим захистом) та умов, у яких партнер ставить другий м’яч. Для проведення ефективної атаки важливо, щоб другий м’яч був близько до сітки та на висоті, яка дозволяє здійснити атаку з максимальною ефективністю.
У сучасному волейболі розроблено кілька різних типів атак:
- Shark Attack - складається з атаки м'яча нижньою частиною стопи (тією, яка торкається землі), здійснюючи сильну атаку.
- Велосипед – складається з силової атаки, під час якої м’яч атакують рухом велосипеда, що виконується у футболі.

#### Захист
Захист полягає у запобіганні нападу суперника від торкання м'яча на землі у вашому полі. Для здійснення ефективного захисту необхідна низка факторів:
- Заздалегідь узгоджена стратегія з партнером, щоб уникнути плутанини щодо зон відповідальності та розуміти, хто прийматиме м’яч у певній ситуації.
- Уважний аналіз розташування та дій суперника для передбачення їхніх намірів. Це дозволяє зайняти правильну позицію для прийому.
- Швидкість реакції, здатність оперативно дістатися до м’яча, а також виконати точний і результативний пас.
- Забезпечення захисту відкритих зон, коли партнер переходить до сітки для виконання атаки.
- Постійне спостереження за діями суперника, виявлення зон поля, які вони часто використовують, і відповідне коригування своєї позиції для випередження їхніх дій.

## Правила - Конспект 2006р
Футбольний волейбол — це вид спорту, в який грають дві команди по два гравці в кожній (можна також грати на кортах), він грається на піщаному полі, розділеному сіткою. Грати м'ячем можна будь-якою частиною тіла, крім кисті, руки та передпліччя.
Мета гри полягає в тому, щоб переслати м’яч через сітку, змусивши його вдаритися об землю на полі суперника і не дати йому торкнутися землі на вашому власному полі.
Початок кожної гри характеризується введенням м’яча в гру гравцем, який подає. Він робить це, штовхаючи м’яч однією ногою через сітку в бік протилежного поля. Кожна команда має 3 дотики, щоб повернути м’яч, і тому ж гравцеві не дозволяється робити два дотики поспіль.

#### Оцінка
Є кілька способів зіграти матч, найпоширеніші з яких:
До найвищого з 3 наборів. Команда виграє матч, якщо виграє 2 сети. Кожен сет розігрується до 15 очок (прямих очок), причому переможець повинен досягти різниці в два очки над суперником. Це означає, що якщо рахунок 14-14 очок, потрібно буде зіграти ще, поки одна з команд не досягне цієї переваги. Команда виграє матч, якщо виграє 1 сет з 21 очка з мінімальною різницею в 2 очки. Команда виграє матч, якщо виграє сет з 15 очок з мінімальною різницею в 2 очки. Залежно від організаційних потреб організація даного тесту повинна прийняти найкращу модель підрахунку балів або комбінацію моделей.

#### Розміри поля
Ігрове поле має форму прямокутника, розміром 18 м х 9 м, оточене вільною зоною шириною не менше 3 м з простором, вільним від будь-яких перешкод, на висоті не менше 8 м від землі.
Примітка: Організація даного заходу, враховуючи масштаби змагань, може прийняти розмір 16 м х 8 м, зберігаючи інші розміри.

#### Ігрова поверхня
Підлога має бути зроблена з піску, рівна, рівна та рівна, наскільки це можливо, вільна від каменів, раковин та будь-яких інших предметів, які можуть становити ризик порізів або травм для гравців.

#### Лінії поля
Дві бічні лінії та дві крайні лінії розмежовують ігрове поле, обидві розташовані всередині ігрового поля. Усі лінії (стрічки) повинні мати ширину від 5 до 8 см.
Лінії повинні бути кольорів, які добре контрастують із кольором піску. Лінії поля повинні бути розмічені скотчем.

#### Сервісна зона
Зона подачі - це зона, розташована за основною лінією, між продовженням бічних ліній, що тягнеться до кінця вільної зони.

#### Мережа
Сітка має розміри 9,5 м у довжину та 1 м у ширину, з максимальним відхиленням у 3 см у розтягнутому стані та розміщенні вертикально над центральною віссю поля. Верхній і нижній краї обмежені горизонтальними стрічками шириною від 5 см до 8 см, виготовленими з подвійного полотна, нашитими по всій довжині гамака.

#### Бічні стрічки
Дві бічні стрічки шириною від 5 до 8 см і довжиною 1 м прикріплені до сітки у вертикальному напрямку на кожній бічній лінії. Вони вважаються невід'ємними частинами мережі.

#### Стрижні
Стрижні - це гнучкі стрижні висотою 1,8 м і діаметром 1 см. Вони виготовлені зі скловолокна або подібного матеріалу. Два стрижні закріплені на зовнішній стороні кожної бічної стрічки і паралельно їм. Ключки вважаються частиною сітки і збоку розмежовують ігровий простір на ній.

#### Чиста висота
Висота сітки для офіційних міжнародних змагань серед чоловіків становить 2,20 м і 2 м у змаганнях серед жінок. У варіанті 4 на 4 висота 2м.
Спостереження: беручи до уваги вікову групу, прийміть інші вимірювання для висоти гамака:
| Яруси       | Жіночий | чоловічого роду |
| ----------- | ------- | --------------- |
| До 16 років | 1,90 м  | 2,10м           |
| До 14 років | 1,80 м  | 2,00м           |
| До 12 років | 1,70 м  | 1,90 м          |

Примітка: Організація даного заходу може прийняти та визначити, що висота сітки встановлюється на значення, відмінне від офіційних міжнародних вимірювань (2,20 м), беручи до уваги рівень гравців, обов’язково приймаючи одне з таких рішень: 2,10 м або 2,15 м.

## Історія
Народилася на пляжах Ріо-де-Жанейро, Бразилія, у 1965 році, коли група друзів, які звикли торкатися один одного біля моря (як це зазвичай буває на пляжах), була заборонена поліцією за порушення закону того часу. Тоді ця група друзів вирішила продовжити свої улюблені розваги в районі з дрібним піском, неподалік від набережної знаменитого пляжу Копакабана в Ріо-де-Жанейро, де були розташовані майданчики для пляжного волейболу. У цьому сценарії та з використанням сітки, що розділяє гравців, вони вирішили сформувати дві команди та грати з сіткою посередині, таким чином створивши новий вид спорту: футволей. З цього моменту спорт отримав незліченну кількість практикуючих у країні, де він народився. Спорт розвивався, з’являлися нові правила, і сьогодні більш поширеним є формування пар, що вимагає відмінної фізичної підготовки та величезного набору технічних атрибутів.
Footvolley був створений Нубаром Салібіаном у Технічній школі Парани (нині UTFPR) у Курітібі в 1967 році. Людиною, яка представила футволей на пляжах Ріо-де-Жанейро, був архітектор і колишній гравець Октавіо Серхіо де Мораєс.
У 1990-х роках футволей поширився по всьому світу. Це розширення призвело до того , що цей вид спорту почав практикуватися в таких країнах, як Аргентина, Уругвай, Таїланд, Англія, Франція, Німеччина, Італія, Греція, Голландія, Іспанія, Австрія тощо. У цих країнах вже є федерації, які курирують спорт. Нещодавно кілька федерацій об’єдналися, утворивши Європейську та Всесвітню федерації футболу з волейболу, вивівши спорт на дуже високий рівень. Змагання з футбольного волейболу стають все більш видовищними та привабливими, рекламуючи події надзвичайної якості та величезний економічний і туристичний вплив на регіони, які їх рекламують.

### У Португалії
Footvolley прибув до Португалії після розширення, яке відбулося по всьому світу, а точніше до міста Повуа-де-Варзім наприкінці 1980-х років, де відбулися перші регулярні зустрічі між фанатами цього виду спорту. Піонером був Жуліао Нето, емігрант із Бразилії, який приніс цю модальність і почав грати зі своїми друзями. Відтоді цей вид спорту поширився по всій країні, перейшовши від цієї невеликої групи практикуючих до виду спорту, яким займається незліченна кількість молодих людей і дорослих протягом літнього сезону. Приблизно за десять років футволей здобув величезну кількість шанувальників, що свідчить про силу та інтерес, які цей вид спорту викликає у практикуючих і глядачів. Сьогодні футволей вже є видом спорту з традиціями в кількох національних прибережних регіонах.
Соціальні тенденції, які впливають на спорт, величезний перехід від футболу до футволейлу (з точки зору практикуючих, колишніх практикуючих, уболівальників та висвітлення в ЗМІ великих зірок), «високий сезон» футволейлу (літо) збігається з перервами у футболі та Чудові природні умови в Португалії для занять волейболом сприяли консолідації цього виду спорту в країні.

##### Соціальні тенденції, що впливають на спорт
Ми вступаємо в нову еру спорту. Сучасне суспільство спричинило зростання стресу, тривоги, малорухливого способу життя тощо. , захоплюючи людство таким чином, що пошуки спортивних заходів, які практикуються в природних просторах, починають бути реальністю, сприяючи гармонії та балансу між людством, природою та рухом.

##### Трансфер Футбол / Футволей
Кількість практикуючих і колишніх практикуючих, а також величезний перехід техніки та контролю м'яча з футболу на футволей, приводить нас до висновку, що в Португалії існує величезний ринок потенційних гравців у футволей. Враховуючи широке висвітлення футбольних зірок у засобах масової інформації, їхня участь у заняттях футволей може значно сприяти зростанню, розширенню та популярності цього виду спорту.
Футбольний волейбол як вид спорту, який практикується переважно влітку, час невеликої футбольної активності (з подальшим зменшенням спортивного продукту в ЗМІ), може знайти своє «вписування» в календар спортивних інтересів ЗМІ.

##### Природні умови Португалії
У Португалії є привілейовані природні умови для занять футбольним волейболом, зокрема чудові погодні умови та пляжі, визнані в усьому світі. Португалія є привілейованим місцем для проведення великих міжнародних заходів у цій модальності.

## Чемпіонати

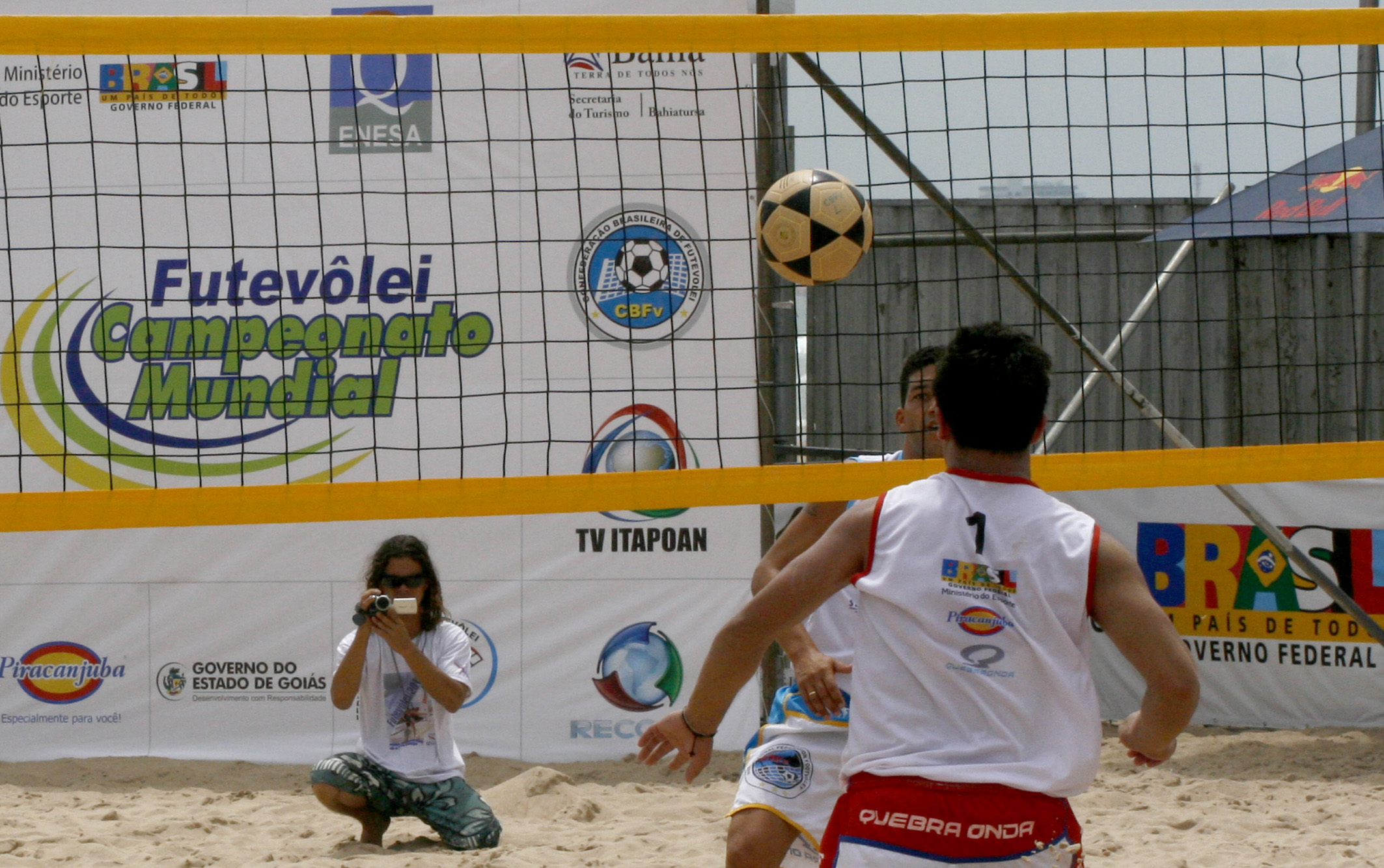
Фінал ЧС-2010 у Сальвадорі.

Перший етап Чемпіонату світу з футболу 2010 року відбувся в Сальвадорі 6 і 7 березня, який слідував за 1-м етапом Бразильського чоловічого футбольного волейболу, який також проходив у столиці Баїї. Фінал проходив між парагвайським дуетом Віктор і Бело та бразильцями Тата і Піао, які перемогли з рахунком два сети проти одного на пляжі Жагуарібе.
Чемпіонат світу з волейболу 4x4 2011 проходив на пляжі Копакабана в Ріо-де-Жанейро. Він розпочався 31 березня 2011 року Збірна Парагваю перемогла господарів із великою перевагою на полі з рахунком 2:0. Найкращим гравцем турніру, в якому також брали участь команди Аргентини, Італії, Португалії, Франції та Іспанії, визнали парагвайця Хесуса Пенайо. Бразилія виступала на турнірі двома командами.
У чемпіонаті Бразилії з футбольного волейболу 2013 року брали участь 16 команд. Фінал виграв Esporte Clube Bahia, перемігши з рахунком 21:15 проти Náutico, у місті Калдас-Новас у Гоясі. Фінальний матч транслювався в прямому ефірі на закритому каналі SporTV 2. Команда чемпіонів складалася з гравців Леандро, Марселіньо, Гуги та Кафе й забезпечила собі місце для змагань на Кубку світу з волейболу 4 на 4 у березні 2013 року в Ріо-де-Жанейро.

## Зовнішні посилання
- «FIFv - Federação Internacional de Futevôlei»
- «CBFv - Confederação Brasileira de Futevôlei». (Brasil)
- «FUTERJ - Federação de Futevôlei do Estado do Rio de Janeiro». (Brasil)
- «FFvP - Federação de Futvolei Portuguesa». (Portugal)
- «FNFV - Federação Nacional de Futevólei». (Portugal)
- «UKFV - UK Footvolley Association» (em inglês). (Reino Unido)
- «NFA - National Footvolley Association» (em inglês). (EUA)
- «Pro Footvolley Tour]» (em inglês). (EUA - Liga Profissional)
- «ACAF - Associação Carioca de Futevôlei». (Brasil)
- «GFV - Associação de Futevôlei da Baixada Fluminense». (Brasil)

1. 1 2 3 4 5 6  Futevôlei – Como Jogar e Dicas. Esportes de Areia. Процитовано 15 de julho de 2016.
2. 1 2  Ricardo Lucas da Rocha (07/10/2010). Esportes de Areia - Futevôlei. Portal do Professor. Процитовано 15 de julho de 2016.
3. ↑  Futevôlei 3x3 - Open de Clubes (pt-br) . CBFv. 2 de agosto de 2012. Процитовано 28 de setembro de 2012.[недоступне посилання — історія]
4. 1 2  Mundial de Futevôlei 4 x 4 começa nesta quinta com presenças ilustres (pt-br) . GloboEsporte.com. 31 de março de 2011. Процитовано 1 de abril de 2011.
5. 1 2 3 4  Fábio José Santos (07/01/2011). O futevôlei em quatro passos - Cada ponto inicia-se com um saque ou serviço. Revista Especializada Livre Esporte. Процитовано 15 de julho de 2016.
6. ↑  Ataque. Futevôlei Brasil. Архів оригіналу за 19 серпня 2016. Процитовано 16 de julho de 2016.
7. ↑  Por Paula Rondinelli. O futevôlei foi criado em uma tentativa de burlar uma regra que proibia nas praias a prática de esportes sem rede e espaço delimitado. Portal Brasil Escola. Процитовано 16 de julho de 2016.
8. 1 2 3  Clube Desportivo de Póvoa. História do Futevolei. Процитовано 15 de Julho de 2016.
9. 1 2 3  Historia do Futevôlei. Fevereiro de 2009. Архів оригіналу за 21 серпня 2016. Процитовано 15 de Julho de 2016.
10. ↑  O Coritiba, o Coritibano e o Futevôlei estão tristes![недоступне посилання — історія] Rádio Coritiba - acessado em 16 de julho de 2016
11. ↑  O introdutor do futevôlei nas praias do Rio de Janeiro foi o arquiteto Octavio Sergio de Moraes (válido pela foto). Portal História do Futebol. Процитовано 16 de julho de 2016.
12. ↑   {{cite encyclopedia}}: Порожнє посилання на джерело (довідка)
13. ↑  GOIS, Caroline (3 de março de 2010). Salvador sedia Campeonato Mundial de Futvôlei (pt-br) . Процитовано 24 de maio de 2010.
14. ↑  MIYAZONO, Shizue (7 de março de 2010). Dupla brasileira vence o Campeonato Mundial de Futevôlei (pt-br) . Процитовано 24 de maio de 2010.
15. ↑  Esporte Clube Bahia (27-01-2013). Bahia é campeão brasileiro de futevôlei. Процитовано 27 de Setembro de 2015.